# Que Sera
«Que Sera» es una canción de la cantante y actriz estadounidense Miley Cyrus acreditada a su personaje Hannah Montana que interpreta en la serie homónima de Disney Channel. Fue compuesto por BC Jean, Denise Rich y el productor de la misma Toby Gad. Su video musical se estrenó el 30 de agosto de 2010 con una versión acortada de la canción. La canción completa fue estrenada en Radio Disney el 3 de septiembre de 2010 para promocionar la cuarta y última temporada de la serie.

## Información
Miley cancela una tarde especial de padre e hija con su padre para ir a su primera cita con Jesse en su lugar. Después de que Jesse recibe una llamada telefónica de su padre desplegado, su conversación sincera conduce Miley a darse cuenta de cómo afortunadamente ella tiene a su padre cerca a casa cada vez que ella le necesita. Ella, a continuación, establece un tiempo para contentarse con Robby y hace algo especial , celebrando un concierto para familias de militares en el que transmite dos mensajes: uno para decir a los padres que para sus hijos siempre han estado con ellos, y otro, para que a pesar de las dificultades de la vida, siempre hay que seguir estando bien, como es el caso de que sus padres no estén con ellos.

## Vídeo musical
Que Sera se fija para aparecer en la banda sonora de "Hannah Montana" de la temporada 4. Los temas musicales de cálculo para la Miley Cyrus de la serie de televisión protagonizada por la propia figura entre los productos de Amazon, que están a la venta el 19 de octubre. El Vídeo Musical fue grabado junto a "I'm Still Good" y "Been Here All Along.